# Baumi
Baumi is een historisch Duits merk van inbouwmotoren uit de jaren twintig van de twintigste eeuw. 
Deze werden toegepast door Amman, Bamar, Hüffer, Liliput, Mammut en Zegemo.